# Jakob Brendel
Jakob Brendel (ur. 18 września 1907 w Spirze, zm. 13 lutego 1964 w Norymberdze) – niemiecki zapaśnik, mistrz olimpijski z 1932, oraz brązowy medalista olimpijski z 1936. Specjalizował się w zapasach klasycznych, w kategorii koguciej, walczył również okresowo w stylu wolnym. Trzykrotny medalista mistrzostw Europy w zapasach oraz multimedalista mistrzostw Niemiec w zapasach.

## Kariera zapaśnicza
W latach 1929–1938 był jednym z najlepszych zapaśników w kategorii koguciej. W tym okresie sześciokrotnie zdobył mistrzostwo Niemiec – w latach 1929 (dwukrotnie), 1930, 1935, 1936 i 1937 oraz trzykrotnie sięgał po wicemistrzostwo kraju (w latach 1931, 1934 i 1936) reprezentując zarówno kluby Arbeiter-Athletenbund Deutschlands (AABD) oraz Deutscher Athletik-Sport-Verband (DASV). Jako trzykrotny medalista mistrzostw Europy po medale sięgał w 1930 (srebro), 1935 (brąz) i 1937 (srebro).